# La asfințit
 La asfințit  (titlu original Just After Sunset) este o colecție de povestiri de ficțiune de  Stephen King. A fost publicată la 11 noiembrie 2008 de către Scribner.  Inițial titlul colecției a fost dezvăluit ca Just Past Sunset, anterior Stephen King a mai menționat și alte titluri ca Pocket Rockets sau Unnatural Acts of Human Intercourse. Este a cincea colecție de povestiri scurte a lui King. A primit Premiul Bram Stoker pentru cea mai bună colecție.

## Lista povestirilor
| Titlu                                                                            | Publicată inițial în                                                              |
| -------------------------------------------------------------------------------- | --------------------------------------------------------------------------------- |
| Willa                                                                            | Numărul din decembrie 2006 al revistei Playboy                                    |
| The Gingerbread Girl (Fata de turtă-dulce)                                       | Numărul din iulie 2007 al Esquire                                                 |
| Harvey's Dream (Visul lui Harvey)                                                | Numărul din 30 iunie 2003 al The New Yorker                                       |
| Rest Stop (Popas)                                                                | Numărul din decembrie 2003 al Esquire                                             |
| Stationary Bike (Bicicleta staționară)                                           | Borderlands 5 (2003)                                                              |
| The Things They Left Behind (Lucrurile rămase în urma lor)                       | Transgressions: Volume Two (2005)                                                 |
| Graduation Afternoon (După-amiaza absolvirii)                                    | Numărul din martie 2007 al Postscripts                                            |
| N.                                                                               | Nepublicată anterior                                                              |
| The Cat from Hell (Pisica diabolică)                                             | Numărul din iunie 1977 al Cavalier                                                |
| The New York Times at Special Bargain Rates (New York Times la ofertă specială ) | Numărul din octombrie/noiembrie 2008 al The Magazine of Fantasy & Science Fiction |
| Mute (Mut)                                                                       | Numărul din decembrie 2007 al Playboy                                             |
| Ayana                                                                            | Numărul din toamna 2007 al The Paris Review                                       |
| A Very Tight Place (În mare rahat)                                               | Numărul din mai 2008 al McSweeney's                                               |

## Traduceri
A apărut la 5 iulie 2010 în colecția Suspans, editura Nemira, traducător Mircea Pricăjan.

## Legături externe
- Just After Sunset Trailer
- Gingerbread Girl Movie The Stephen King Competition